# スマートファクトリー
スマートファクトリー (Smart Factory) とは、ドイツ政府が提唱するインダストリー4.0を具現化した形の先進的な工場のことを指す。
センサや設備を含めた工場内のあらゆる機器をインターネットに接続 (IoT：Internet of things) し、品質・状態などの様々な情報を「見える化」し、情報間の「因果関係の明確化」を実現し、設備同士 (M2M：Machine to Machine) ないし設備と人が協調して動作する (Cyber-Physical System) ことにより実現する。

## 日本の状況
2010年に清威人が著書『スマート・ファクトリー ― 戦略的「工場マネジメント」の処方箋』（英治出版、ISBN 978-4862760890）を出版し、著書の中で「工場すべてをコンピュータネットワークでつなぐ」有用性を「スマート・ファクトリー」という言葉で表すと共に、日本での商標登録を行った。これが、スマート・ファクトリーが日本語として初めて使われた事例である。
清は2016年にはスマート・ファクトリーの定義として「ERPなどの基幹システム、製造実行システム(MES)、現場のFA機器がネットワークでつながった工場」と語っている。また、つながっただけではなく、各システム、機器から得られたデータの相関分析を行い、工場と経営の全体最適を図れるようにすることが重要となる。日本においては、2016年時点でシステムや生産機器からのデータを取得している製造業は多いが、それらの分析ができておらず、製造に使用される電力量、消費電力のピーク時間帯、短時間の停止が発生している機器の有無、累計停止時間といった全体最適化につながるような分析ができていないと清は指摘している。